# Coilia coomansi
Coilia coomansi är en fiskart som beskrevs av Hardenberg, 1934. Coilia coomansi ingår i släktet Coilia och familjen Engraulidae. Inga underarter finns listade i Catalogue of Life.